# Millbury (Ohio)
Millbury es una villa ubicada en el condado de Wood en el estado estadounidense de Ohio. En el Censo de 2010 tenía una población de 1200 habitantes y una densidad poblacional de 465,18 personas por km².

## Geografía
Millbury se encuentra ubicada en las coordenadas 41°33′53″N 83°25′32″O / 41.56472, -83.42556. Según la Oficina del Censo de los Estados Unidos, Millbury tiene una superficie total de 2.58 km², de la cual 2.58 km² corresponden a tierra firme y (0%) 0 km² es agua.

## Demografía
Según el censo de 2010, había 1200 personas residiendo en Millbury. La densidad de población era de 465,18 hab./km². De los 1200 habitantes, Millbury estaba compuesto por el 96.67% blancos, el 0.67% eran afroamericanos, el 0% eran amerindios, el 0.67% eran asiáticos, el 0% eran isleños del Pacífico, el 1.08% eran de otras razas y el 0.92% pertenecían a dos o más razas. Del total de la población el 4.83% eran hispanos o latinos de cualquier raza.